# 放送型自動従属監視

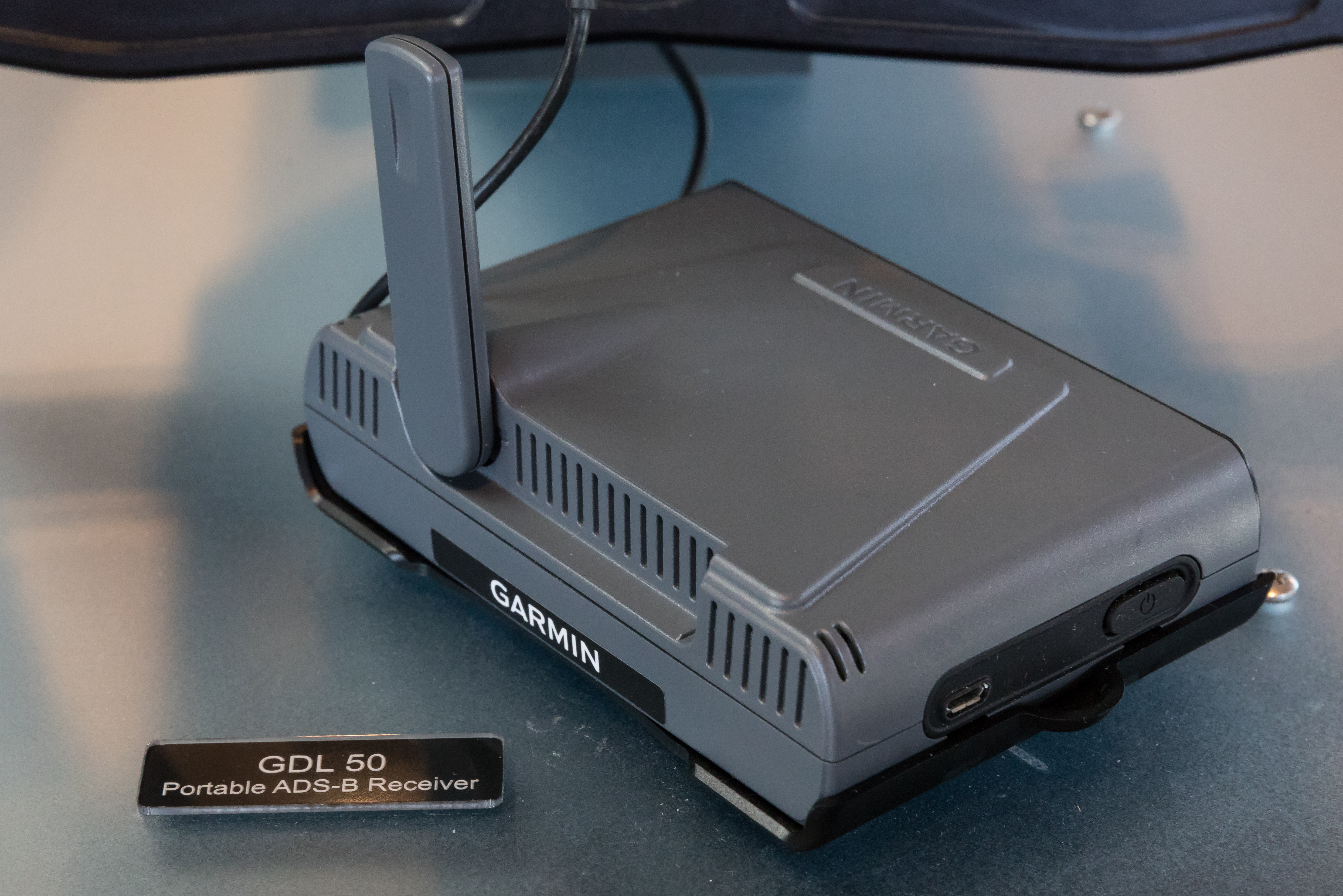
2018年にドイツで開催された国際展示会であるAERO フリードリヒスハーフェンで展示されたガーミン製ADS–B受信機

放送型自動従属監視（ほうそうがたじどうじゅうぞくかんし 英語:Automatic Dependent Surveillance–Broadcast, ADS–B）は、航空機が衛星測位システム（GNSS）を使用し自らの位置を特定し、その機位を定期的に送信することで追跡を可能とする監視技術となり、主に航空交通管制で使用される。
衛星測位システムを使用し自ら定期的に位置情報を地上受信機に対して送信を行うため、従来のレーダーシステムよりも広範囲での状況が確認できる上に精度も高く、従来の二次監視レーダーで使用される地上からの問い合わせ信号（トランスポンダ）も将来的に不要となる。航空機同士が相互に位置情報を交わすことで個別に状況判断を行うことも可能となり、操縦士の入力を必要としない完全自動式となる。また、航空機の正確な位置が把握できることから、従来の方式よりも航空機同士の間隔を詰める指示を管制官が出せるため、混雑した空域や空港などでより多くの交通量を捌けることに繋がり、進入や着陸に対する許可を待つ時間が短縮されることから燃料消費量の削減や大気汚染の軽減も見込まれている。管制官が視認している周囲の交通状況と全く同様の情報が航空機側でも共有できる上、地形や悪天候による一時的な飛行制限情報も受け取ることが可能となるほか、夜間や雨天でも位置情報が正確であるため、地上ではADS–Bを装備した地上車両などを含め正確に位置を把握することが可能となる。
航空路では航法援助施設の代わりに使用することで目的地へ直線的に飛行することが可能となり燃料と時間の節約に繋がるため、ユナイテッド・パーセル・サービスでは100機の機体に自主的に導入が行われている。ADS–Bではレーダーで起こるクラッターが発生せず、設置に関してもレーダーに比べ場所も占有せず簡単であることから導入が進んでおり、地上局は2007年からITTによって設置が行われており、ITTとのサブスクリプション契約を交わすことで利用可能となっている。

## 概要
アメリカが提唱する次世代航空輸送システム（NextGen）、国際民間航空機関が主導するAviation System Block Upgradeに沿ったインド空港局のアップグレード計画、ヨーロッパで計画されている空域と航空交通管理（Air Traffic Management, ATM）に関する共同再構築プロジェクトとなるシングル・ヨーロピアン・スカイATMリサーチ（SESAR）など世界各地の次世代航空交通管制プロジェクトにADS–Bの採用が見込まれている。また、オーストラリア空域での計器飛行方式（IFR）にはADS–Bの搭載が義務化されており、アメリカでも2021年1月時点で全ての旅客機とトランスポンダが必要な空域を飛行する航空機に対しADS–Bの装備を要求しているほか、ヨーロッパでも2017年以降、一部の航空機に対して搭載が義務化されている。アメリカではメキシコ湾とアラスカの一部地域、カナダでは従来のレーダーでカバーできない遠隔地となるハドソン湾、ラブラドル海、デービス海峡での監視にADS–B情報を用いている。米国や欧州規格と相互運用可能な製品の搭載を推奨しており、カナダの管制空域では監視対象がADS–Bで追跡可能である場合のみ、より燃料効率の良い飛行ルートの指示を可能としている。
2004年、テキサス州のヒューストンにADS–B情報の提供や各種統計、航空路、飛行場チャートの電子配信など各種航空サービスを行うFlightAware社が設立され、2011年にはバージニア州にADS–B情報を専門に監視する民間企業エレオン（en:Aireon）が設立されている。

## 仕組み

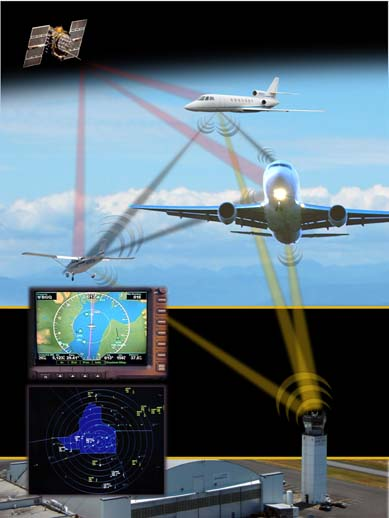
アメリカ連邦航空局による「NextGen ADS-B」模式図

航空機はGPS、EGNOS、GLONASSなどの衛星測位システムを用いて自機の位置を特定し、更に航空機の種類、便名、タイムスタンプ、速度、高度、機首方位などの各種情報を加味したデーターをUHF帯である1090MHzで無指向性で継続的（通常は1秒間に一回）に自動で地上局に対し送信が行われる（ADS–B Output）。またこの作動状態から放送（Broadcast）と呼ばれている。航空機から送信された情報を基に地上局では監視画面上に表示が行われ、次に地上局から航空機に対し送信が行われる（ADS-B input）と飛行計器である「Cockpit display of traffic information, CDTI」上に管制官と同様の交通状況の表示が行われる。
このほか、トランスポンダを搭載することを条件とした上で従来の二次監視レーダーによる要求波に応じ応答波を送信するADS-C（Contract、契約）や、地上局とのショートメッセージを交わす機器ACARS（エーカーズ）やACARSを使用したデータリンクシステムとなるFANS（en:Future Air Navigation System）などで使用される特定のアドレス向けとなるADS-A（Address）などがある。
ADS-Bの送信範囲はおよそ200海里（370km）であり、イリジウム・ネクストシステムを介し、低軌道衛星から情報を受信することも可能である。衛星の航続距離はおよそ2,000海里（3700km）であるため、この技術によりこれまで監視されていなかった空域や極域まで効果的にカバーすることが可能となった。

## 脆弱性
ADS-Bは仕様が公開されていて何の暗号化も署名も施されていないため、簡単に妨害、偽装（スプーフィング）が可能である。
ADS-Bが利用する衛星測位システムも同様であり、妨害、偽装により位置情報を誤認させることができる。(GPSスプーフィング)
米国の GAO（Government Accountability Office）は 2015 年 1 月に「FAA は航空交通管制システムの脆弱性に対処が必要」というタイトルで報告書を公開し，「十分な脅威分析による適切な対応」を求めている。
航空交通管制に関するシステムの変更は、国際的な調整が必要であり、10 年単位の期間を要するため、脆弱性への対処は遅く、正式運用開始前に脆弱性が指摘されているのが実情である。このため場合によっては運用者が独自に判断し、リスクへの対応策を考えなければならない。